# Tornos (geslacht)
Tornos is een geslacht van vlinders van de familie spanners (Geometridae), uit de onderfamilie Ennominae.

## Soorten
- T. abjectarius Hulst, 1887
- T. apiatus Rindge, 1954
- T. benjamini Cassino & Swett, 1925
- T. brutus Rindge, 1954
- T. capitaneus Rindge, 1954
- T. cinctarius Hulst, 1887
- T. erectarius Grossbeck, 1909
- T. hoffmanni Rindge, 1954
- T. mistus Rindge, 1954
- T. penumbrosa Dyar, 1914
- T. phoxus Rindge, 1954
- T. punctata Druce, 1899
- T. pusillus Druce, 1898
- T. quadripuncta Warren, 1897
- T. scolopacinaria Guenée, 1858
- T. spinosus Rindge, 1954
- T. umbrosarius Dyar, 1910